# Lumpenprolétariat
 (novembre 2008).
Le lumpenprolétariat (de l'allemand Lumpenproletariat, littéralement « prolétariat en haillons »), parfois appelé « sous-prolétariat », est, dans le marxisme, la partie du prolétariat constituée des « éléments déclassés, voyous, mendiants, voleurs, indicateurs de police,,, etc. »

## Conceptions marxistes
Dans la pensée marxiste, les membres du lumpenprolétariat n'ont aucune conscience de classe, ne veulent pas en avoir, et sont incapables de mener une lutte politique organisée ; leur instabilité morale, leur paresse, leur manque d'éducation, leur penchant pour l'aventure, leur violence potentielle permettent à la bourgeoisie d'utiliser certains de ses représentants comme briseurs de grève, membres des bandes de pogrom, etc.

### Engels
Engels insiste sur leur cupidité et leur violence, en évoquant le lumpenprolétariat napolitain, appelé lazzaroni, en l'illustrant par son opposition aux autres prolétaires lors de la répression de la révolution de 1848 à Naples :
« Cette action du sous-prolétariat napolitain a décidé de la défaite de la révolution. Des gardes suisses, des soldats napolitains et des lazzaroni (voyous des rues napolitaines) se sont rués tous ensemble sur les défenseurs des barricades.»

### Marx
Au chapitre V de son livre Le 18 Brumaire de Louis Bonaparte (Der achtzehnte Brumaire des Louis Napoleon), paru en 1852, Karl Marx écrit, à propos de la Société du Dix-Décembre, que Louis-Napoléon avait formée (sous la façade d'une « société de bienfaisance ») une force d'intervention qui lui était dévouée « avec des roués ruinés n'ayant ni ressources ni origine connues… […] les rebuts et laissés pour compte de toutes les classes sociales, vagabonds, soldats renvoyés de l'armée, échappés des casernes et des bagnes, escrocs, voleurs à la roulotte, saltimbanques, escamoteurs et pickpockets, joueurs, maquereaux, patrons de bordels, portefaix, écrivassiers, joueurs d'orgue de barbarie, chiffonniers, soulographes sordides, rémouleurs, rétameurs, mendiants, en un mot toute cette masse errante, fluctuante et allant de ci-de là que les Français appellent « la bohème ». »
Dans le Manifeste du parti communiste, paru en 1848, Marx écrit dans la partie I qui s'intitule Bourgeois et Prolétaires « Quant au lumpenprolétariat, ce produit passif de la pourriture des couches inférieures de la vieille société, il peut se trouver, çà et là, entraîné dans le mouvement par une révolution prolétarienne ; cependant, ses conditions de vie le disposeront plutôt à se vendre à la réaction. »
Léon Trotski a développé ce point de vue, voyant le lumpenprolétariat comme particulièrement vulnérable à la pensée réactionnaire. Dans son essai  Comment vaincre le fascisme ? (série d'articles sur le fascisme), il décrit la prise du pouvoir de Benito Mussolini :
« Grâce à la propagande fasciste, le capitalisme a mis en mouvement les masses de la petite bourgeoisie affolée et les bandes d’un lumpenprolétariat déclassé et démoralisé - tous ces êtres humains, innombrables, que le capitalisme financier avait lui-même portés au désespoir et la frénésie ».

## Anarchisme:XIXesiècle

### Bakounine
Le militant anarchiste et influent théoricien du XIXe siècle Mikhaïl Bakounine avait une vue presque opposée à celle de Marx sur le potentiel révolutionnaire du lumpenprolétariat (tout en le distinguant du prolétariat).

## Opinions de la fin duXXesiècle
Les membres de cette classe de personnes sans emploi formel ont parfois pris les devants en lançant un défi progressiste (révolutionnaire) à la société. C'est le cas, par exemple, d'Abahlali baseMjondolo dans la région de KwaZulu en Afrique du Sud. Les Young Lords, autrefois gang de rue latino, croyaient que le changement révolutionnaire ne deviendrait une réalité que par une coalition entre les travailleurs et le lumpenproletariat. À la fin des années 1960, Huey P. Newton et le parti des Black Panthers croyaient que le lumpenprolétariat pourrait avoir un rôle progressiste-révolutionnaire. Newton a fait valoir que le système économique et social de son époque était fondamentalement différent de celui sur lequel Marx a fondé son analyse. « Comme les gens qui appartiennent au petit cercle du pouvoir continuent à construire leur technocratie, de plus en plus de prolétaires vont devenir « inemployables » ; ils deviendront lumpen, jusqu'à ce qu'ils deviennent la classe populaire, la classe révolutionnaire ». C’était cette classe que le Black Panther Party a cherché à organiser, disait-il. Certains, qui ont une interprétation erronée des écrits de Newton, disent qu'il a seulement cherché à organiser les chômeurs temporaires, plutôt que le vrai lumpen. Toutefois, une lecture attentive de ses écrits révèle des références répétées aux chômeurs ainsi qu’aux « inemployables » comme étant ceux ayant un potentiel révolutionnaire.
Frantz Fanon a également fait valoir dans Les Damnés de la Terre (1961) que les mouvements révolutionnaires dans les pays colonisés ne pouvaient pas exclure le lumpenprolétariat, car il pouvait constituer  un potentiel contre-révolutionnaire tout autant qu’un potentiel révolutionnaire. Il a décrit le lumpenprolétariat comme « l'une des forces la plus spontanée et la plus radicalement révolutionnaire d'un peuple colonisé. »  Toujours selon lui, il représente une classe ignorante et désespérée, particulièrement susceptible d'être récupérée par les forces contre-révolutionnaires, par conséquent, l'éducation des masses dépossédées devrait être au cœur de la stratégie révolutionnaire.
Le Parti communiste d'Inde (marxiste-léniniste) a inclus en son sein au début des années 1970 la participation d' « éléments criminels » de Calcutta. Le Parti a vu ce segment de la population de Calcutta comme potentiellement capable de violence révolutionnaire. Les membres de cette couche sociale seraient alors (dans l’idéal) capables de se « réformer » et devenir des révolutionnaires classiques, laissant derrière eux leurs « activités antisociales ».

## Sociologie et théorie sociale
La définition de Marx a influencé les sociologues contemporains qui sont concernés par de nombreux éléments marginalisés de la société caractérisés par Marx sous cette appellation. Les marxistes — et même certains sociologues non-marxistes — utilisent désormais ce terme pour désigner ceux qu'ils considèrent comme les « victimes » de la société moderne, qui existent en dehors du système du travail salarié, comme des mendiants, ou des gens qui gagnent leur vie par des moyens illégaux ou marginaux : les prostituées et les proxénètes, les escrocs, les trafiquants de drogue, les contrebandiers et les bookmakers, mais dépendent de l'économie formelle pour  leur survie au jour le jour.
En théorie sociale moderne, le mot « sous-classe » est  parfois utilisé comme équivalent au lumpenprolétariat de Marx.

## Injure
En russe, espagnol, portugais, turc, persan, grec, japonais, polonais, hongrois, bulgare, estonien, lumpen (abréviation de lumpenproletariat) est parfois employé pour désigner les plus basses classes sociales. 
Ernest Hemingway l'utilise dans son roman Îles à la dérive (chapitre En Mer, fin du paragraphe 20) : en 1942, mortellement blessé dans une embuscade que lui ont tendue les Allemands, le héros Tom Hudson pense que lui et ses hommes, eux, « ne sont pas le lumpenproletariat ».